# Катушева Зарема Гафарівна
Катушева Зарема Гафарівна (14 лютого 1954, Самарканд) — український політик кримськотатарського походження. Заступниця Міністра праці та соціальної політики України (12.2007-02.2009) від КПУ.

## Біографія
Народилася в родині депортованих сталінським режимом Берберова Гафара (1911—1982) та Акімової Неримани (1925—2002).

## Освіта
Самаркандський державний університет, механіко-математичний факультет, математик; Вища школа управлінських кадрів, «Бухоблік»; Національна юридична академія України ім. Ярослава Мудрого.

## Діяльність
- 1976—1984 — учитель математики, м. Зарафшан.
- 1984—1885 — нормувальниця, економіст-фінансист «Джизак ГРЕ», об'єднання «Самаркандгеологія», село Геолог Джизацької області.
- 1987—1988 — голова Марджанбулацького міськвиконкому Джизацької області.
- 1988—1990 — економіст-фінансист, інженер з наукової організації праці та раціоналізації, «Джизак ГРЕ», об'єднання «Самаркандгеологія», с. Геолог.
- 1990—1991 — начальник відділу кадрів кооперативу «Схід», місто Самарканд.
- 1991—1996 — головний бухгалтер, МП «Лаззат», місто Сімферополь.
- 2000—2002 — консультант відділу оргроботи Секретаріату Верховної Ради Автономної Республіки Крим.

## Політична діяльність
На парламентських виборах 2006 кандидатка в народні депутати від КПУ, № 65 в списку.
Народний депутат України 4-го скликання. 04.2002-04.2006 від КПУ, № 59 в списку. На час виборів: консультант Секретаріату ВР АР Крим, член КПУ. Член фракції комуністів (з 05.2002), член Комітету з питань державного будівництва та місцевого самоврядування (з 06.2002).
Була секретарем первинних комуністичних організацій, головою міського і районного комітетів народного контролю, головою комісії з кримськотатарських питань, головою міськради народних депутатів. Працювала у Кизил-Кумській і Джизакській геологорозвід. експедиціях.

## Родина
Дочка Оксана (1975) — лікар; син Євген (1981).